# Jar of Kingdom
Jar of Kingdom is het debuutalbum van Alchemist, uitgebracht in 1993 door Lethal Records. Het werd in 1999 opnieuw uitgebracht door Shock Records. Tijdens de opnames van het eerste nummer "Abstraction" kreeg zanger Adam Agius problemen met zijn stem waardoor er hoofdzakelijk rauwe zang op te vinden is.

## Track listing
1. "Abstraction" — 4:45
2. "Shell" — 4:12
3. "Purple" — 4:47
4. "Jar of Kingdom" — 5:59
5. "Wandering and Wondering" — 3:44
6. "Found" — 1:28
7. "Enhancing Enigma" — 5:15
8. "Whale" — 1:11
9. "Brumal: a View from Pluto" — 5:40
10. "Worlds within Worlds" — 7:45

## Band
- Adam Agius - zanger / gitarist
- Roy Torkington - gitarist
- John Bray - bassist
- Rodney Holder - drummer